# Society for the Protection of Ancient Buildings
Die Society for the Protection of Ancient Buildings (SPAB) ist eine britische Organisation zur Denkmalpflege. Sie wurde 1877 durch William Morris und Philip Speakman Webb gegründet und ist die älteste und größte britische private Denkmalschutzorganisation. Das Gründungsmanifest der Gesellschaft unter dem Motto „Konservieren statt Restaurieren“ ist bis heute einflussreich für die Denkmalpflege.

## Entstehung, Programmatik
Die Organisation wandte sich gegen den damals üblichen Denkmalschutz und forderte eine Abkehr von der Praxis, Gebäude möglichst „originalgetreu“ wiederherzustellen. Sie kritisierte die vorangegangenen fünfzig Jahre der viktorianischen Denkmalpflege. Die Aufmerksamkeit, die die Denkmale in dieser Zeit genossen hätten, hätte mehr zu deren Zerstörung beigetragen als die Jahrhunderte zuvor. Die Arbeit der Restauratoren vernichte historische Bausubstanz, lege die Geschichte still und drücke einem Denkmal für alle Zeiten die Interpretation eines modernen Architekten auf. Die gesamte Oberfläche eines Gebäudes werde manipuliert, die Erscheinung des Alters verschwinde.  Die Debatte um Restaurierung oder Schutz, an der die SPAB an prominenter Stelle teilnahm, wogte in England für mehrere Jahrzehnte. Die Grundidee des Gründungsmanifests „Schützen statt Restaurieren“ prägt die Arbeit der SPAB bis heute. Die Grundüberzeugungen der SPAB wurden gegen Ende des 19. Jahrhunderts auch in Deutschland aufgenommen, wo Einstellungen und Texte der Engländer rezipiert wurden.

## Heute
Die Gesellschaft existiert bis heute und hatte im Jahr 2007 insgesamt 8.700 Mitglieder. Sie veröffentlicht Bücher, gibt Seminare und berät Eigentümer geschützter Gebäude. Gemäß den britischen Denkmalschutzgesetzen muss die Society benachrichtigt werden, wenn ein geschütztes Gebäude ganz oder in Teilen abgerissen werden soll.
Die Organisation vergibt in einem jährlichen Wettbewerb, an dem sich alle Studenten der UK Schools of Architecture beteiligen, den "Philip Webb Award". Des Weiteren das neunmonatige Stipendium "Lethaby Scholarship" for early career architects, building surveyors and structural engineers. und die an William Morris erinnernde 6-monatige "Craft Fellowship" für qualifizierte Bauhandwerker.